# Bobby Finan
Robert „Bobby“ Joseph Finan (* 1. März 1912 in Old Kilpatrick; † 25. Juli 1983 ebenda) war ein schottischer Fußballspieler.

## Sportlicher Werdegang
Finan begann seine Vereinskarriere bei Yoker Athletic, von dort wechselte er 1933 zum von seinem Landsmann Sandy MacFarlane trainierten FC Blackpool in die englische Second Division. Zunächst nur Ergänzungsspieler verdrängte er im Laufe der Zeit Jimmy Hampson als etatmäßigen Mittelstürmer des Klubs. Dabei krönte er sich in der Zweitligasaison 1935/36, die der Klub auf dem zehnten Tabellenplatz abschloss, mit 34 Saisontoren gemeinsam mit Jock Dodds von Sheffield United zum Torschützenkönig der zweithöchsten Spielklasse. In der folgenden Spielzeit war er mit 28 Saisontoren nahezu ähnlich erfolgreich, als der Klub unter Neu-Trainer Joe Smith als Vizemeister der Spielzeit 1936/37 hinter Leicester City den Aufstieg in die First Division schaffte. Dort rückte er auf die Außenstürmerposition, zunächst der schottische Neueinkauf Willie Buchan und anschließend der später verpflichtete Jack Dodds etablierten sich als neue Mittelstürmer. Damiteinhergehend erzielte er weniger eigene Treffer, ehe aufgrund des Zweiten Weltkriegs der Spielbetrieb in der Meisterschaft eingestellt wurde. Zu Beginn des Krieges kam er zu einem inoffiziellen Länderspieleinsatz für die schottische Nationalmannschaft, ehe er im Mittleren Osten und in Nordafrika im Kriegseinsatz stationiert war. Nach Wiederaufnahme des Spielbetriebs lief er erneut noch kurzzeitig für den FC Blackpool auf, ehe er sich 1947 dem Drittligisten Crewe Alexandra anschloss. Bei Wigan Athletic ließ er anschließend im Non-League Football seine Karriere ausklingen.